# 坎帕努斯拱門

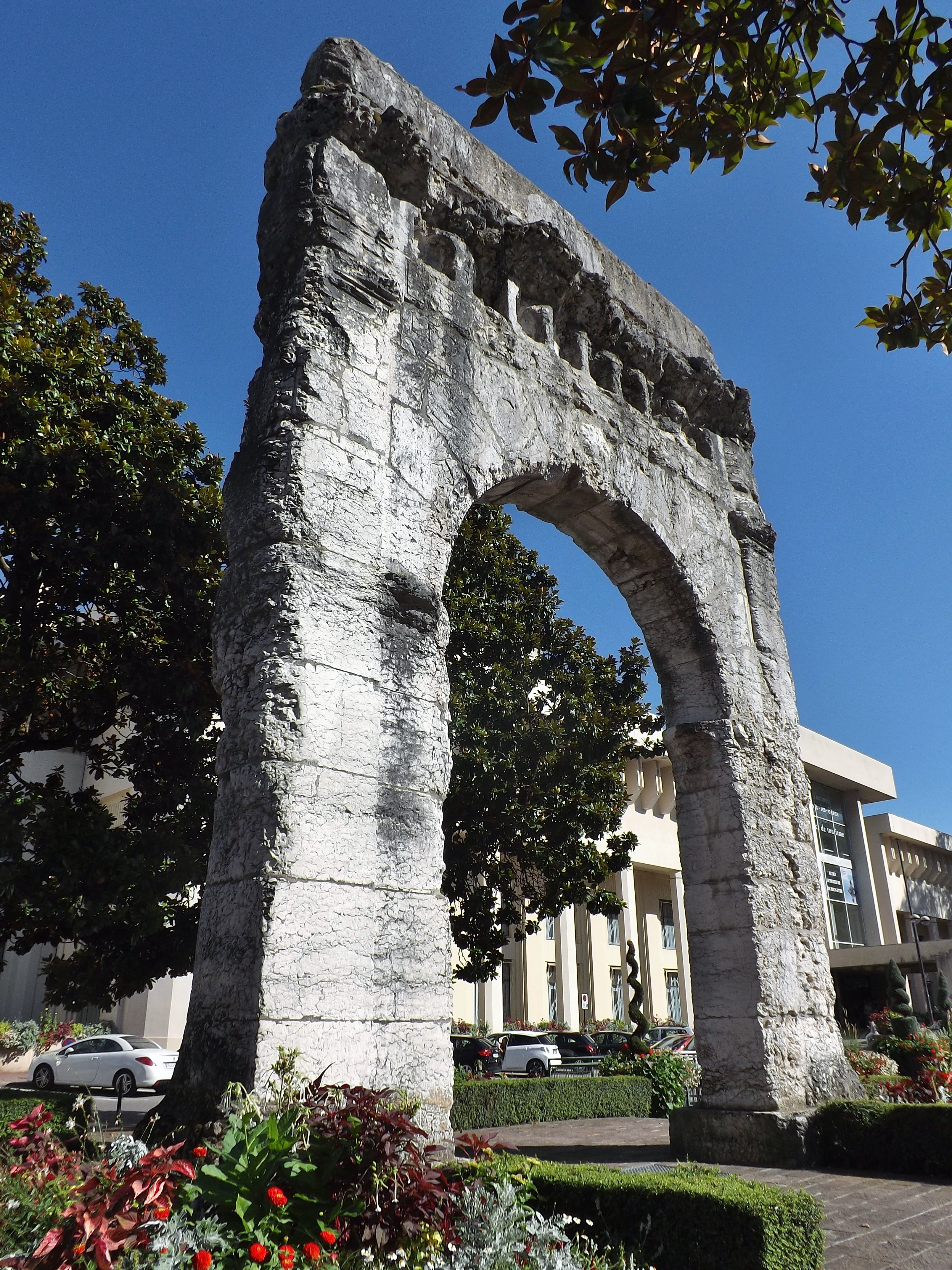

坎帕努斯拱門（ Arch of Campanus）是一座位於法國罗讷-阿尔卑斯薩瓦省艾克斯萊班的古羅馬拱門。這座拱門修建於1世紀時。1890年8月7日，這座拱門被列入法國歷史遺跡。拱門所在地最初的羅馬人聚居點的歷史可追溯至1世紀。

## 外部連結
- Site of the Regional office for the Inventory of the Cultural Heritage of the City of Aix-Les-Bains.